# Chilches
Xilxes là một đô thị trong tỉnh Castellón, Cộng đồng Valencia, Tây Ban Nha. Đô thị Chilches có diện tích 13,6 km², dân số theo điều tra năm 2010 của Viện thống kê quốc gia Tây Ban Nha là 2894 người. Đô thị Chilches nằm ở khu vực có độ cao 7 mét trên mực nước biển.